# ゲオルク・フォン・フルンツベルク

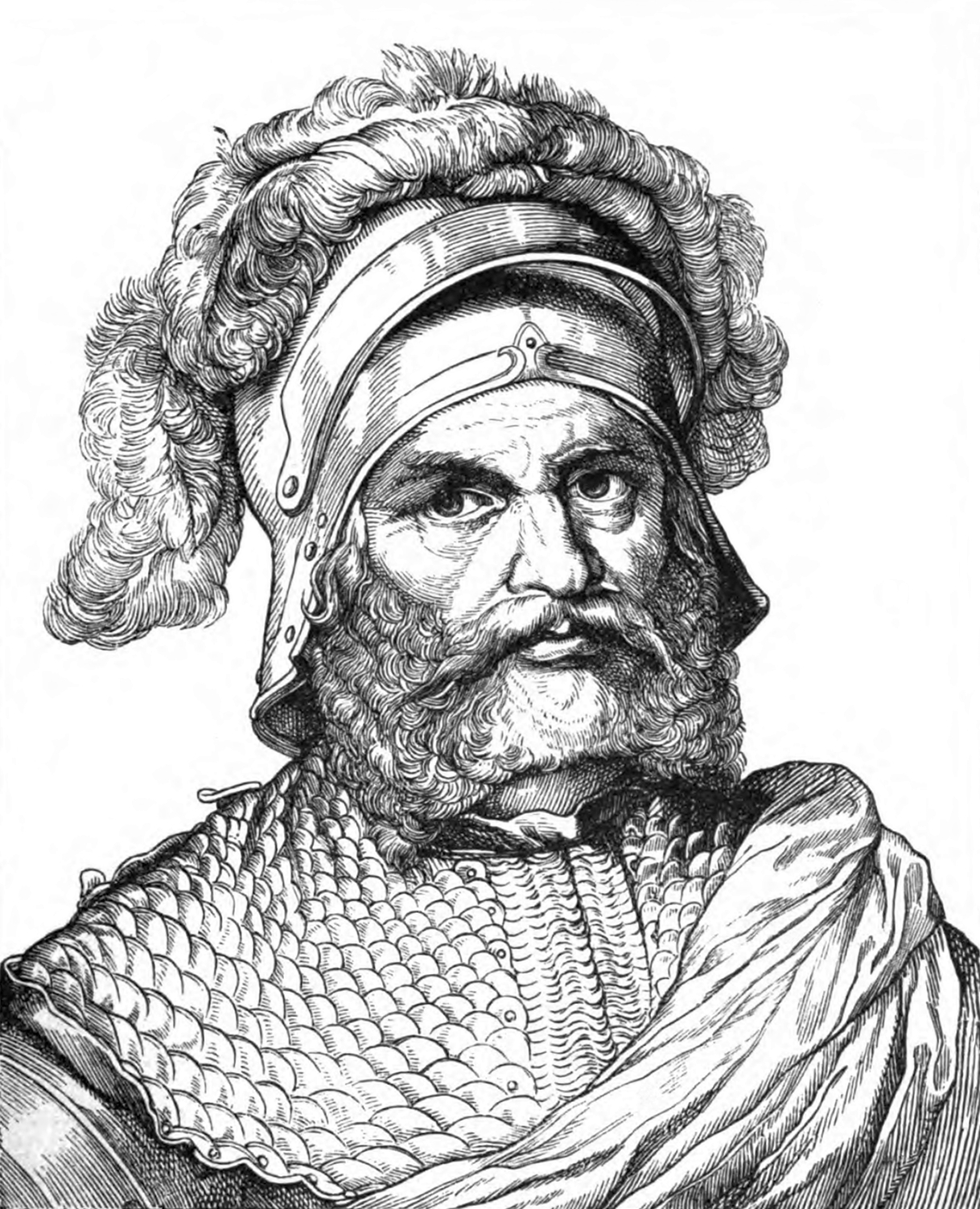
ゲオルク・フォン・フルンツベルク

ゲオルク・フォン・フルンツベルク（Georg von Frundsberg, 1473年9月24日 - 1528年8月20日）は、神聖ローマ帝国のカール5世に仕えた忠実な軍人。ランツクネヒト（ドイツ傭兵師団）の生みの親で、後に「ランツクネヒトの父」と呼ばれた。

## 概要
ドイツ南部のアルゴイ地方のミンデルハイム（バイエルン・シュヴァーベン地方）の小貴族の子として生まれたが、兄が家督を継ぎ、自分に与えられた領土が少ないために、進んで軍人の道を歩んだ。
フルンツベルクは生来から律義で厳格であり、レーゲンスブルクの戦いの戦功により、神聖ローマ皇帝のマクシミリアン1世（カール5世の祖父）から正式な騎士に叙任された。彼の軍隊は他のランツクネヒトと異なり一切の略奪を禁じて、武具の質に徹底的にこだわり、リベートを拒んだため、彼の軍隊は勇猛果敢で強大だった。
また、戦いを行うときに戦況を見て判断し、無益な追撃をせず、戦局が不利のときはただちに退却する指示を出したため、軍隊の無駄死による損害を避けていた。
1525年、ロンバルディア（イタリア東北部）の「パヴィアの戦い」でフランス王フランソワ1世を捕虜にした事から英雄となった。
しかし、奮戦したランツクネヒトに対する報酬をカール5世がきちんと支払っていなかったため、彼らは不満が表面化しついに1527年5月6日に反乱を起こした。これを聞いたフルンツベルクは病で伏せていたが、起き上がって急いで駆けつけて「ローマで諸君は富と名誉を得るだろう」と説得したが、怒りが収まらないランツクネヒトはフルンツベルクに対して楯突く気概を見せた。そのとき、フルンツベルクは突然倒れたのである。これを見たランツクネヒトは一瞬戸惑いを見せたが、構わずにフルンツベルクを見向きせずに、「ローマには財宝がある。金、金だ!」と叫んで、ローマに乱入して殺戮・略奪し、多くの人々が殺害された揚句に放火したのである。これが名高い「ローマ略奪」である。
翌1528年にフルンツベルクは卒中のために郷里のミンデルハイムで逝去した。54歳だった。 

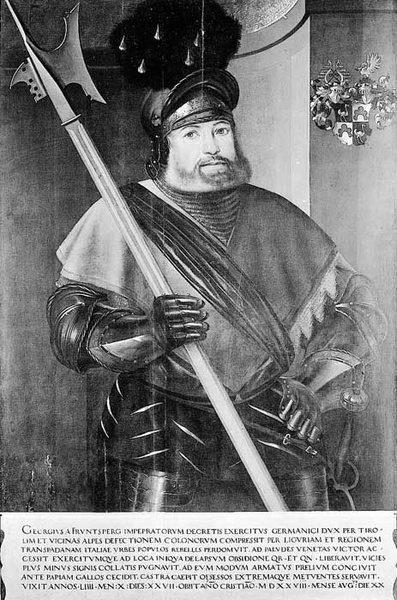
武器を持つフルンツベルク

## 家族
- カスパール・フォン・フルンツベルク（1500年 - 1536年）：息子
- ゲオルク・フォン・フルンツベルク2世（? - 1586年）：孫（カスパールの子）